# Yannick Dalmas
Yannick Dalmas, född 28 juli 1961 i Le Beausset nära Toulon, är en fransk racerförare.

## Racingkarriär
Yannick Dalmas var en förare som gick hela vägen från fransk juniorracing till formel 1. Han bodde som ung nära Toulon och var en regelbunden åskådare vid racerbanan Paul Ricard. Det var också där som han nybliven tonåring vann ett sedanlopp och efteråt fick motta trofén av Francois Cevert. Segern övertygade ynglingen att satsa på en racingkarriär och började av den anledningen att tävla i motocross. Efter att ha fått en allvarlig benskada började Dalmas istället att tävla i racing och vann  Marlboro Cherche un Pilote när han tävlade i Formel Renault-mästerskapet i Frankrike. Dalmas kom trea sin första säsong och den efterföljande vann han mästerskapstiteln.
Han tog därefter klivet till det Franska F3-mästerskapet och tävlade i ORECA. Under sin andra säsong vann Dalmas elva lopp och tog hem den franska mästerskapstiteln och vann också Monacos Grand Prix' formel 3-lopp. I slutet av 1986 gick Dalmas över till formel 3000 och deltog på heltid 1987. Dalmas råkade ut för en omfattande olycka under årets andra lopp på Autodromo Vallelunga och tvingades stå över det följande loppet men han kom tillbaka och vann sedan det besvärliga loppet på Paus gator och det på Jarama i Spanien.
Dalmas slutade sammanlagt femma i formel 3000-mästerskapet men hade då redan hunnit göra formel 1-debut i Larrousse i Mexikos Grand Prix 1987. En knapp månad senare kom han femma i Australien och visade därmed sin potential som F1-förare varför han kontrakterades för säsongen 1988. Det blev dock ett svårt år för Dalmas som dessutom missade säsongens två sista lopp på grund av att han drabbades av legionärssjuka. Han återvände till Larrousse säsongen 1989 men fick sparken efter sex deltävlingar efter att bara lyckats kvalificera sig till ett lopp, San Marinos Grand Prix 1989.
Dalmas gick då till AGS-stallet och stannade där en och en halv säsong varefter han lämnade F1 och började tävla i sportvagnsracing. Säsongen 1994 körde han dock ett par F1-lopp för Larrousse.
Dalmas vann Le Mans 24-timmars fyra gånger, 1992 tillsammans med Mark Blundell och Derek Warwick i en Peugeot 905, 1994 med Hurley Haywood och Mauro Baldi i en Dauer Porsche 962 LM, 1995 med JJ Lehto och Masanori Sekiya i en McLaren F1 och 1999 med Pierluigi Martini och Joachim Winkelhock i en BMW V12 LMR.

## F1-karriär
| Säsong | Stall/Tillverkare                     | Poäng | Placering |
| ------ | ------------------------------------- | ----- | --------- |
| 1987   | Larrousse (Lola-Ford)                 | 2     | 18        |
| 1988   | Larrousse (Lola-Ford)                 | 0     | –         |
| 1989   | Larrousse (Lola-Lamborghini) AGS-Ford | 0     | –         |
| 1990   | AGS-Ford                              | 0     | –         |
| 1994   | Larrousse-Ford                        | 0     | –         |